# پاتیو

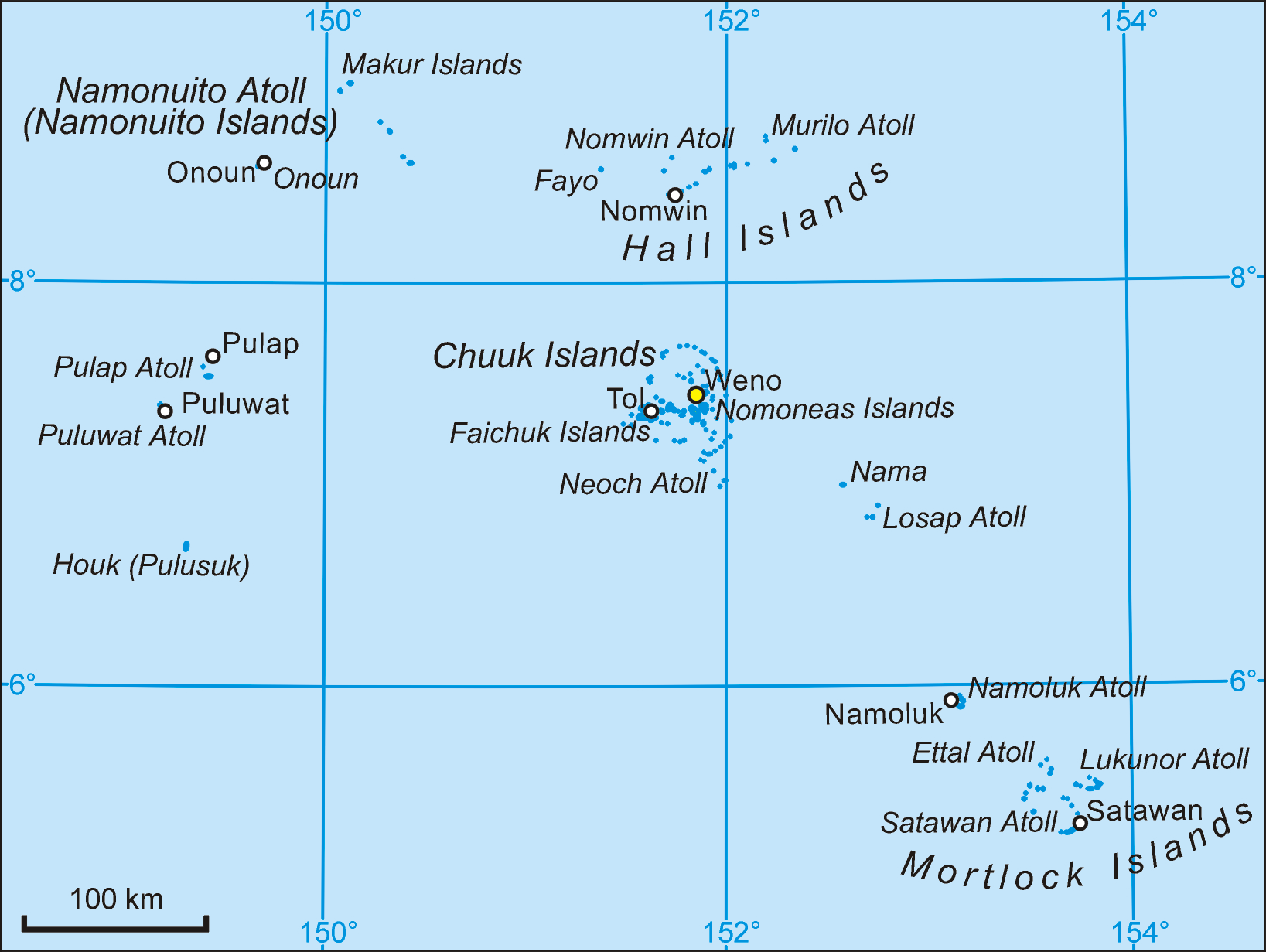
پاتیو یا آبخوست‌های باختری

پاتیو یا آبخوست‌های باختری، نام باختری‌ترین منطقه ایالت چوک در ایالات فدرال میکرونزی است که از سه آبخوست یا آب‌سنگ حلقوی «پولوسوک»، «پلووات»، و «پولاپ» تشکیل می‌شود. مساحت کلی آنها ۷٫۱۷ کیلومتر مربع (۲٫۷۷ مایل مربع) و جمعیت کلی آنها (در سال ۲۰۰۰) ۲,۷۳۶ نفر بود. «پاتیو» یکی از سه ناحیه «اکسریتود» در شمال باختری چوک است. «پلووات» در گوشه شمال باختر به کناره یورانی بزرگ با مساحت ۳۲۲ کیلومتر مربع (۱۲۴ مایل مربع) وصل است. درحالیکه «پولوسوک»، بخش جنوب باختری آب‌سنگ مانیل را با مساحت ۳۳۲ کیلومتر مربع (۱۲۸ مایل مربع) پوشش می‌دهد.

## کناره‌ها
در «پاتیو» کناره‌های پراکنده بسیاری وجود دارند.
چهل منطقه شهرداری ایالت چوک در منطقه «پاتیو» قرار دارند. «پولوسوک» و «پلووات» منطقه‌های شهرداری هستند. درحالیکه «پولاپ» یک آب‌سنگ حلقوی است و به منطقه‌های شهرداری «پولاپ» در شمال، و «تاماتام» در جنوب تقسیم می‌شود. «پلووات» (با جمعیت ۱,۰۱۵ نفر) بزرگترین منطقه شهرداری «پاتیو» است.